# Escucha
Escucha ist eine spanische Gemeinde in der Provinz Teruel, die zur Autonomen Region Aragonien gehört. Sie ist Teil der Comarca (Kreis) Cuencas Mineras. 2024 hatte die Gemeinde 772 Einwohner. 

## Lage
Escucha liegt circa 53 Kilometer nordnordöstlich der Provinzhauptstadt Teruel in einer Höhe von ca. 1070 m. 

## Bevölkerungsentwicklung
| Jahr      | 1970 | 1981 | 1991 | 2001 | 2011 | 2021 |
| Einwohner | 1338 | 1539 | 1212 | 1090 | 985  | 783  |

## Sehenswürdigkeiten

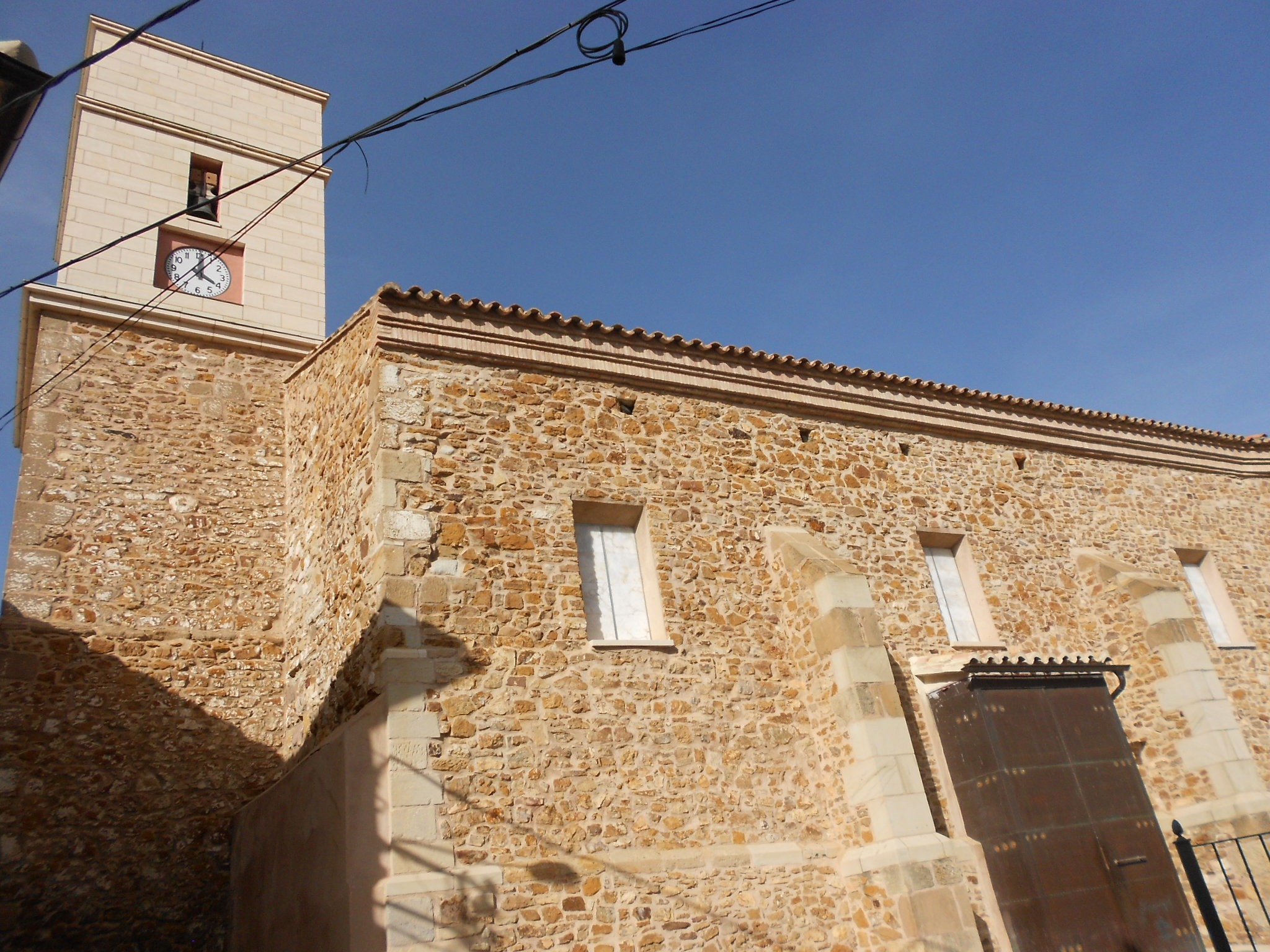
Johannes-der-Täufer-Kirche
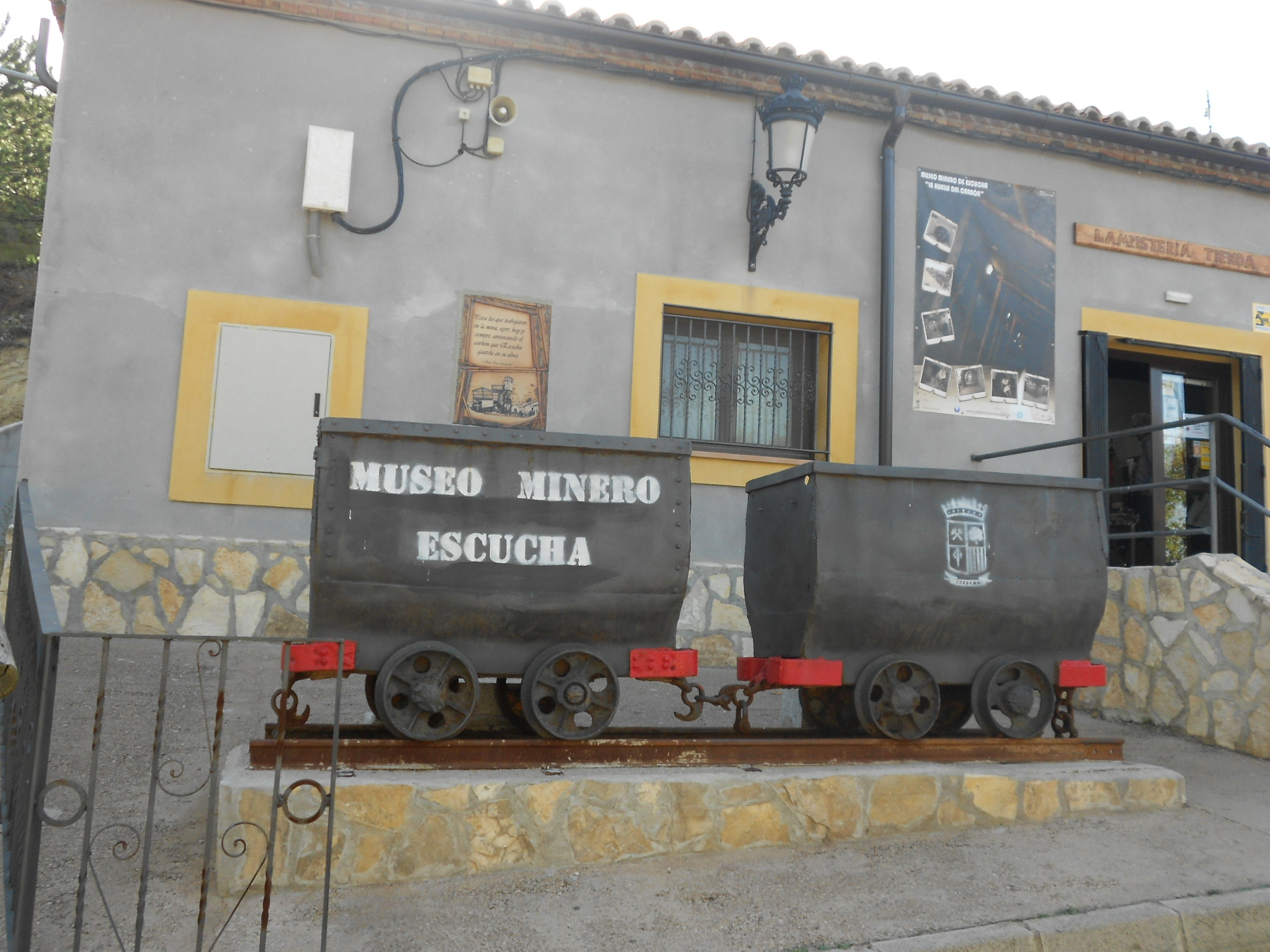
Rathaus
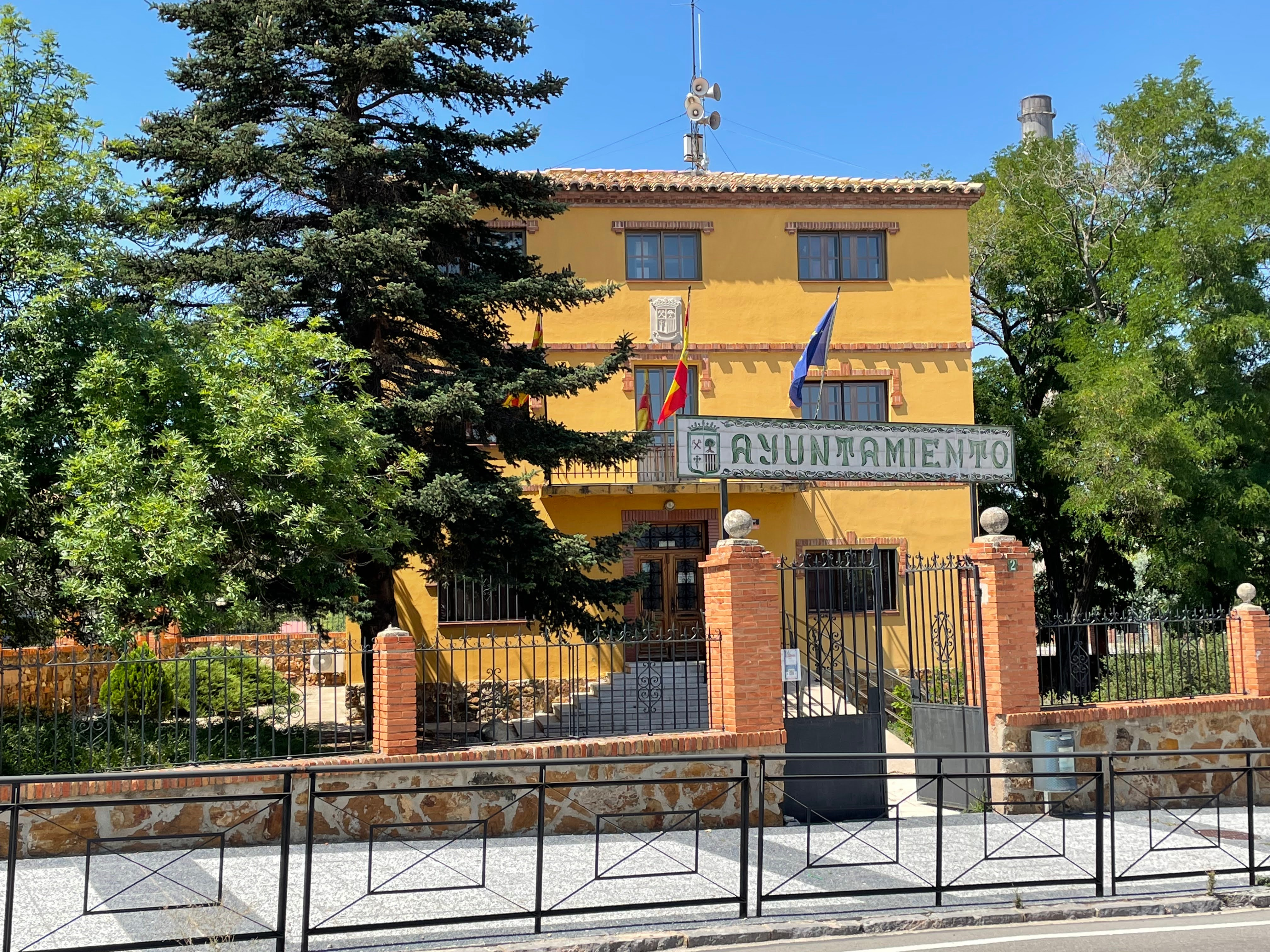
Bergbaumuseum

- Johannes-der-Täufer-Kirche
- Bergbaumuseum
- Rathaus